# Equipo de Copa Hopman de Checoslovaquia
Checoslovaquia es una nación que compitió en cuatro torneos consecutivos de la Copa Hopman y compitió por primera vez en la Copa Hopman inaugural en 1989, ganando el evento. Esta fue la única vez que ganaron el evento, pero terminaron como subcampeones en 1992.
Desde la división pacífica de Checoslovaquia en la República Checa y Eslovaquia a principios de 1993, ambas nuevas naciones han competido en la Copa Hopman.
Esta es una lista de jugadores que han jugado para Checoslovaquia en la Copa Hopman.

## Jugadores
| Nombre            | Total V-D | Singles V-D | Dobles V-D | Primer año jugado | No. de años jugados |
| Petr Korda        | 6-2       | 2–2         | 4-0        | 1990              | 2                   |
| Miloslav Mečíř    | 3–2       | 0-2         | 3-0        | 1989              | 1                   |
| Karel Nováček     | 5-3       | 1-3         | 4-0        | 1992              | 1                   |
| Regina Rajchrtová | 2–2       | 0-2         | 2-0        | 1991              | 1                   |
| Helena Suková     | 15-3      | 6–3         | 9-0        | 1989              | 3                   |

## Resultados
| Año    | Competencia      | Localización         | Adversario     | Puntaje | Resultado |
| ------ | ---------------- | -------------------- | -------------- | ------- | --------- |
| 1989 1 | Ronda 1          | Burswood Dome, Perth | Japón          | 2–1     | Ganó      |
| 1989 1 | Semifinales      | Burswood Dome, Perth | Suecia         | 2–1     | Ganó      |
| 1989 1 | Final            | Burswood Dome, Perth | Australia      | 2–0     | Ganó      |
| 1990   | Cuartos de final | Burswood Dome, Perth | Francia        | 3–0     | Ganó      |
| 1990   | Semifinales      | Burswood Dome, Perth | España         | 1–2     | Perdió    |
| 1991   | Primera Ronda    | Burswood Dome, Perth | Alemania       | 2–1     | Ganó      |
| 1991   | Cuartos de final | Burswood Dome, Perth | Estados Unidos | 1–2     | Perdió    |
| 1992   | Primera Ronda    | Burswood Dome, Perth | Japón          | 2–1     | Ganó      |
| 1992   | Cuartos de final | Burswood Dome, Perth | Estados Unidos | 2–1     | Ganó      |
| 1992   | Semifinales      | Burswood Dome, Perth | Alemania       | 2–1     | Ganó      |
| 1992   | Final            | Burswood Dome, Perth | Suiza          | 1–2     | Perdió    |

1 Los partidos de individuales masculinos en la final contra Australia no se jugaron debido a que Pat Cash de Australia sufrió una enfermedad durante los dobles mixtos.